# سراته
سراته (به اسپانیایی: Zárate) شهری در کشور آرژانتین، استان بوئنوس آیرس است که در سال ۲۰۰۹ میلادی، حدود ۸۶٬۶۸۶ نفر جمعیت داشته است.

## نگارخانه

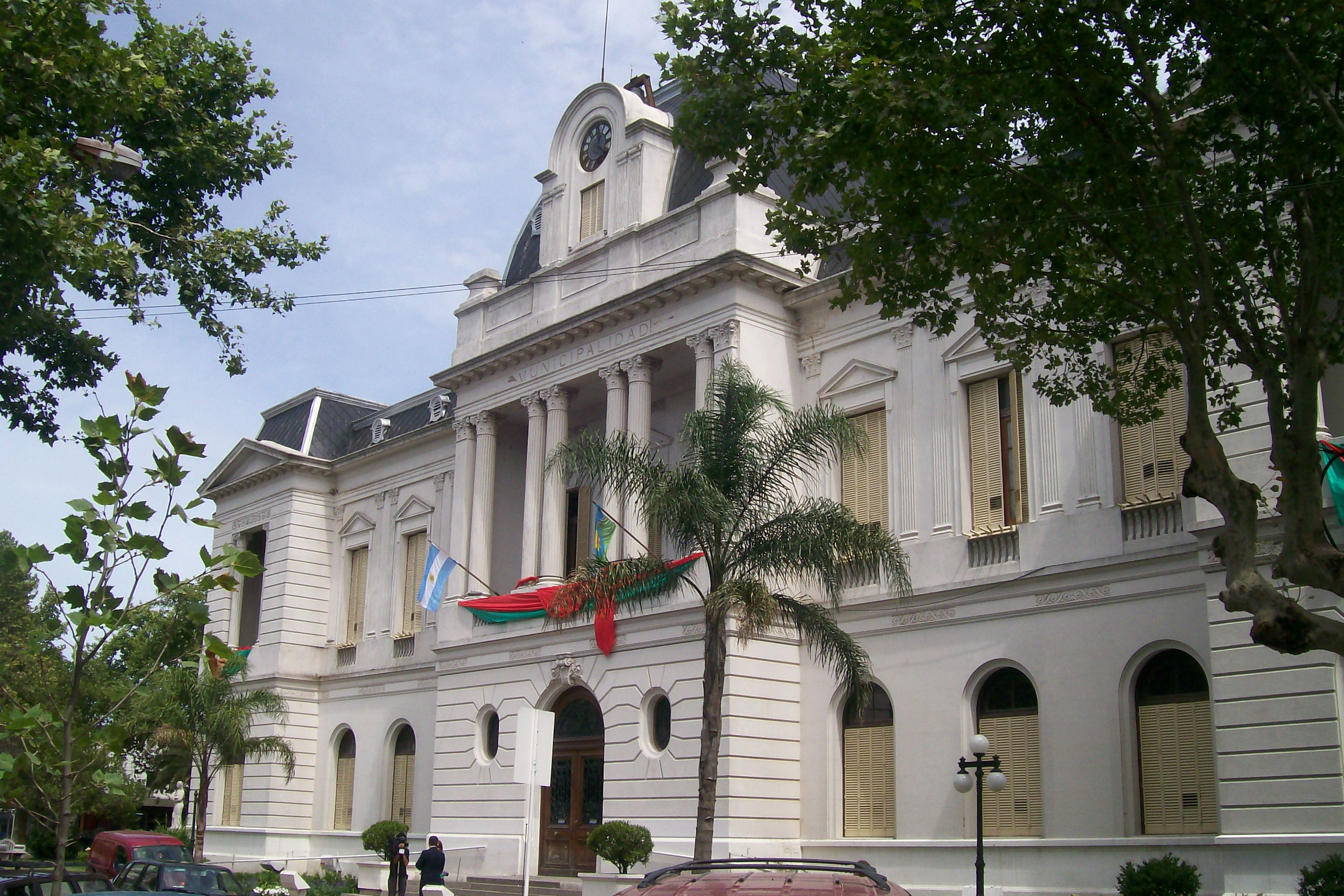
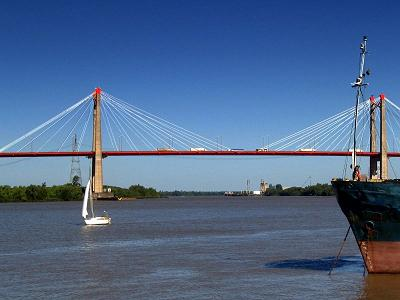
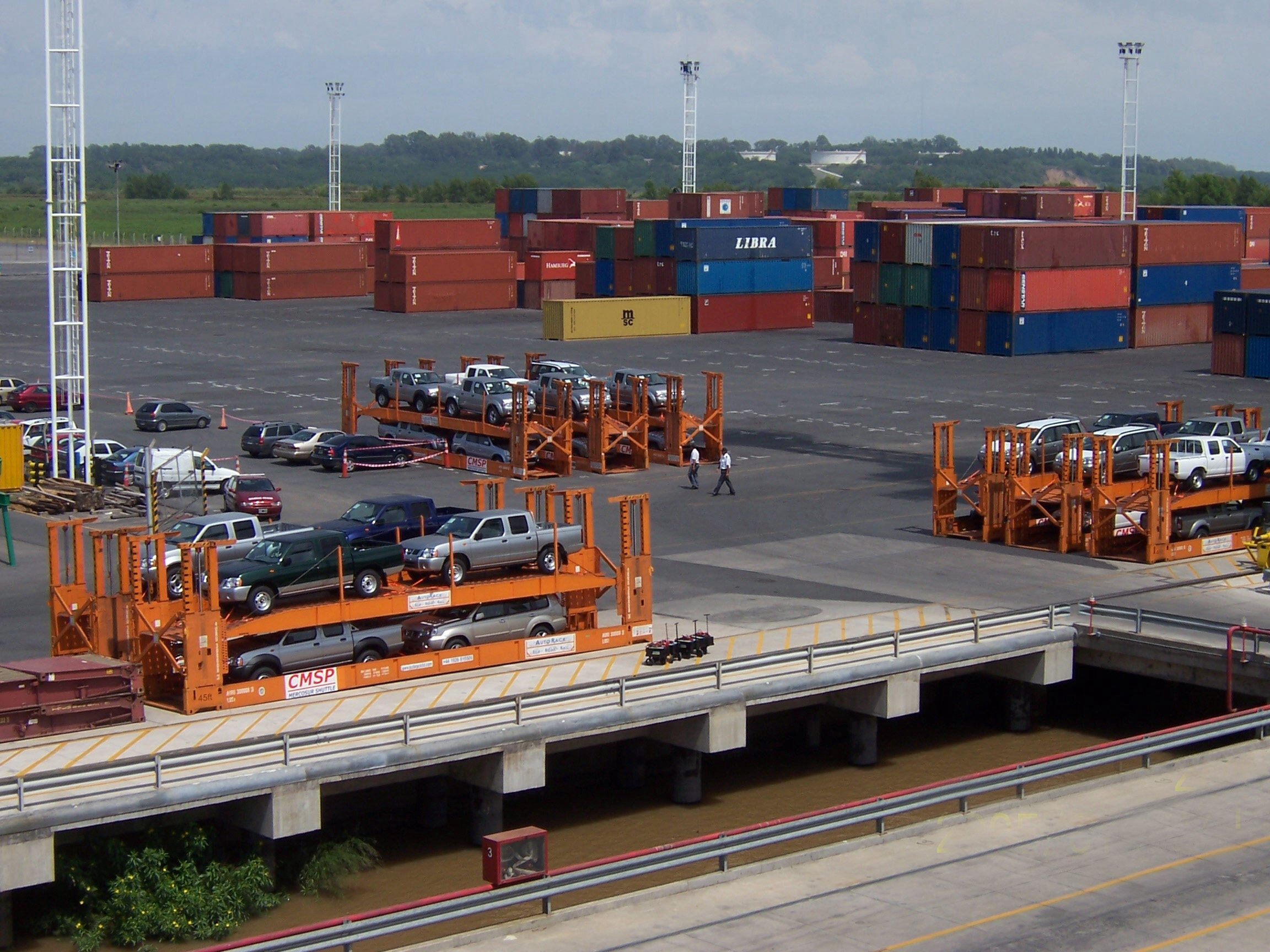